# Safar
Safar (arab. صفر) jest drugim miesiącem kalendarza muzułmańskiego i tak jak wszystkie miesiące tego kalendarza jest ruchomy i przypada na różne pory roku. Podobno jego nazwa wywodzi się od żółtaczki, na którą to miano zapadać w porze roku przypadającej na miesiąc Safar przed reformą kalendarzową Mahometa, choć jest to tylko jedna z kilku hipotez. W tym miesiącu obchodzono kiedyś święto powrotu pielgrzymów z Mekki.